# Інкотермс

Інкоте́рмс (англ. Incoterms, International commerce terms — міжнародні комерційні умови) — міжнародні правила тлумачення найуживаніших термінів (умов) у галузі міжнародної торгівлі.
Регулюють питання дocтaвки тoвapів від пpoдaвця дo пoкупця.

## Загальні положення
Стандартизовані умови Інкотермс розробляє й публікує Міжнародна торгова палата (англ. International Chamber of Commerce, ICC) для застосування в міжнародних договорах купівлі-продажу.

Вперше опубліковані 1936 року. Починаючи з 1980 переглядаються раз на десятиріччя. 
Публікація нової версії правил не скасовує чинність попередніх.
Правила регулюють розподіл обов'язків та відповідальності між продавцем і покупцем щодо перевезення товару: оплати перевезення, підготовки транспортних документів, страхування вантажу, виконання митних процедур. Вони також визначають момент переходу ризиків і відповідальності за доставку та розподіл витрат на транспортування.
Правила не визначають момент передачі права власності на товар.
Правилами визначено базисні умови постачання, які об'єднано в чотири групи (E, F, C і D), у міру збільшення обов'язків продавця.

### Група E— Відправлення (Departure)
- Ex Works (EXW) — Франко-завод[3] <зазначено місце>: товар зі складу продавця.

### Група F— Основне перевезення не оплачено (Main Carriage Unpaid)
- Free Carrier (FCA) — Франко-перевізник[3] <зазначено місце>: продавець доставляє товар перевізнику, якого визначає покупець; покупець оплачує послуги перевезення.
- Free Alongside Ship (FAS) — Франко вздовж борту судна[3] <зазначено порт[Прим 1] завантаження>: продавець доставляє товар до судна, яке визначає покупець. Завантаження на судно та морське перевезення сплачує покупець.
- Free On Board (FOB) — Франко-борт[3] <зазначено порт[Прим 1] завантаження>: продавець завантажує товар на судно покупця (своїм коштом). Витрати на подальше перевезення сплачує покупець.

### Група C — Основне перевезення оплачено (Main Carriage Paid)
- Cost and Freight (CFR): Вартість і фрахт <назва порту[Прим 1] призначення>
- Cost, Insurance and Freight (CIF) — Вартість, страхування і фрахт <зазначено порт[Прим 1]>: постачальник доставляє товар до зазначеного порту (без вивантаження) і страхує перевезення.
- Carriage Paid To (CPT) — Перевезення оплачено до <зазначено місце>: товар доставляється перевізнику замовника у зазначеному місці.
- Carriage and Insurance Paid to (CIP) — Перевезення та страхування оплачено до <зазначено місце>: товар страхується й доставляється перевізнику замовника у зазначеному  місці

### Група D— Доставка (Delivery)
- Delivered At Place (DAP <зазначено місце>) — поставка в [зазначеному] місці[3];
- Delivered At Place Unloaded (DPU <зазначено місце>) — поставка в [зазначеному] місці з розвантаженням[3];
- Delivered Duty Paid (DDP <зазначено місце>) — постачання зі сплатою мита[3]: постачальник доставляє товар замовнику, сплачує митні та інші платежі, пов'язані зі страхуванням ризиків. Ці умови в Україні прямо не працюють, бо митні платежі, згідно законодавства України, може сплачувати лише резидент.[джерело?]

## Історія
Ідею уніфікації торгових правил запропонувала Міжнародна торгова палата (МТП) 1921 року. На той час міжнародна торгівля регулювалися закононами різних країн, що створювало незручності для імпортерів, експортерів, перевізників та страховиків. 
1923 року було опубліковано перші шість умов, які мали застосування в 13 різних країнах. У публікації було підкреслено деякі розбіжності в їх інтерпретації. Друга публікація 1928 року охоплювала понад тридцять країн, комерційні умови сформулювали чіткіше.
Першу версію правил під назвою Incoterms Міжнародна торгова палата опублікувала 1936 року. Версія містила шість стандартизованих умов: FAS, FOB, C&F, CIF, Ex Ship та Ex Quay, які охоплювали перевезення водним транспортом.
1953 року додали стандартизовані умови перевезень залізницею та автотранспортом: DCP (Delivered Costs Paid), FOR (Free on Rail) and FOT (Free on Truck).
У третій версії 1967 року основні зміни стосувалися тлумачення термінології (порівняно з попередньою). Водночас було додано нові стандартизовані умови: DAF (delivery at frontier) та DDP (delivery at destination).
1974 року правила доповнили умовами для авіаперевезень: FOB Airport (Free on Board Airport).
Надалі правила стали переглядати регулярно — кожні десять років: 1980, 1990, 2000, 2010, 2020. 
2002 року «INCOTERMS» зареєстрували як торговельну марку.
У вересні 2010 року Міжнародна торгова палата опублікувала восьму редакцію торгових умов Incoterms 2010, яка набула чинності з 1 січня 2011.
У цій редакції було вилучено 4 умови: DAF (Delivered at Frontier), DES (Delivered Ex Ship), DEQ (Delivered Ex Quay) та DDU (Delivered Duty Unpaid) й замість них додано дві нові: Delivered At Terminal (DAT) та  Delivered At Place (DAP). Загальна кількість стандартних умов (порівняно з попереднім Incoterms 2000) скоротилася з 13 до 11.
Нові умови застосовні незалежно від узгодженого виду транспорту.
Редакцію Інкотермс 2020 Міжнародна торгова палата опублікувала у вересні 2019 року. У ній замінено умови DAT (поставка на термінал) на умови DPU (поставка з розвантаженням), передбачено можливість доставки власним транспортом покупця й продавця (без участі посередників-перевізників), змінено рівні страхового покриття в умовах CIF/CIP, забезпечено можливість застосування умов FCA для оформлення інкасо та документарних акредитивів.
Версії Інкотермс 1990, 2000, 2010 та 2020 року були схвалені Комісією ООН із міжнародного торговельного права (англ. United Nations Commission on International Trade Law, UNCITRAL).

### Інкотермс в Україні
Застосування Інкотермс в Україні (зокрема, у зовнішньоекономічній діяльності) було визначено Указом Президента від 4 жовтня 1994 року.

На виконання Указу опубліковано український переклад Інкотермс редакції 1990 року та редакції 2000 року.

Інкотермс 2010 переклала Асоціація експортерів і імпортерів. У державних ЗМІ переклад не публікувався через відсутність дозволу на торговельну марку Incoterms®, яку зареєстрували у США 2002 року. 

Указ про застосування Інкотермс скасовано в травні 2011 року.

## Виноски
1. 1 2 3 4  Умови FAS, FOB, CFR і CIF застосовуються лише для перевезень морським чи внутрішнім водним транспортом. Місцем поставки товару за цими умовами завжди є порт.